# Revuelto Gramajo
El revuelto Gramajo es un plato típico de Argentina y Uruguay. Si bien tiene sus variantes a través de los años, está hecho con solamente tres ingredientes: papa, huevo y jamón. Las papas deben ser cortadas finamente para ser estilo papas paille, el jamón cortado en juliana y el huevo revuelto.
Por un lado las papas se cocinan en aceite y por el otro lado se mezcla el huevo con el jamón; una vez llegado al punto de cocción se sirven las papas y arriba de ellas el huevo revuelto con el jamón.

## Historia

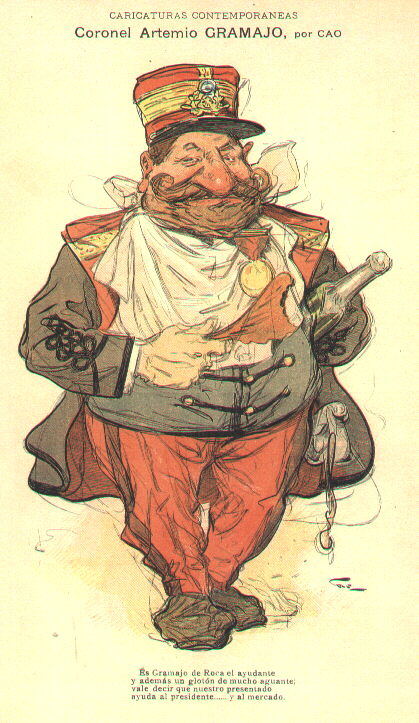
El coronel Artemio Gramajo, caricariturizado por Cao.

Una de las versiones sobre la creación de este plato culinario dice que nació por casualidad cuando dos personajes de la noche porteña, Arturo y Horacio Gramajo, hijo de quien fuera intendente de la ciudad de Buenos Aires durante la presidencia de Victorino de la Plaza, embajador en Gran Bretaña y Francia y quien hizo construir, para utilizarlo como viviendas de alquiler, el Pasaje de la Piedad, hicieron una preparación en el restaurante Río Bamba, mezclando jamón, bastones de papa cortadas en hilachas, doradas en una sartén con muy poco aceite y una pizca de manteca y unieron esa preparación con huevo. El resultado, un revuelto húmedo, fue bautizado como revuelto de Gramajo por los dueños del lugar.
La otra versión, novelada por el escritor e historiador Félix Luna, dice que, hacia 1880, el coronel santiagueño Artemio Gramajo, que fue ayudante del general Julio A. Roca, a quien acompañó durante años, era socio y habitué del porteño Club del Progreso. Allí transcurría veladas jugando al billar o a juegos de naipes como el truco; en el ínterin, sin dejar sus actividades lúdicas, se hacía servir un plato consistente en estrechas fetas de jamón serrano cordobés, saltado o sofrito con arvejas y huevos. Esta comida la consumía "al plato" y, ocasionalmente, "al pan" (emparedado o en sándwich).  Esta versión fue retractada luego por el mismo Félix Luna aludiendo a que era únicamente una novela:
“Es increíble: me he cansado de explicar que ese libro es ante todo una novela, y hay gente que lo sigue citando textualmente como si todo lo que digo allí fuera una verdad histórica…Esto del revuelto Gramajo directamente lo inventé”.
El mismo Gramajo y luego otros hicieron más elaborado el sencillo plato; ya a inicios del siglo XX un revuelto Gramajo típico era hecho con finas rodajas de papas, jamón (según el gusto, crudo o cocido), cebolla, ajos, arvejas y pechugas de pollo, así como un "adobo" de especias varias.
Más allá de las leyendas respecto a su origen en Argentina, no existen dudas acerca del lugar donde se lo preparó por primera vez en Montevideo. Fue en el céntrico Bar Luzón (Yaguarón 1422), y por las manos del cocinero Gustavo Ibarra.
En una ocasión, un comensal habitué, Ramón Mérica, periodista del diario El Día, le sugirió que preparara un Gramajo. "Si yo supiera qué es eso, a lo mejor lo podría hacer", fue la respuesta del joven Gustavo Ibarra.
Ese día, y con la venia de los propietarios del lugar, Marcelino Figueiras y 'Pepe' Souto, Mérica contó al aspirante a cocinero la historia del Gramajo y lo instruyó en su preparación. Ibarra siguió las directrices del reportero y poco después humeaba sobre la mesa el primer Gramajo elaborado en un establecimiento montevideano, donde a partir de ese momento se hizo muy popular en la ciudad.

## Preparación
En la preparación de este plato se debe cuidar que los ingredientes queden "a punto": ni algo crudos, ni algo quemados. Para esto el recipiente del sofrito (por ejemplo una sartén) debe estar muy limpio, con una pequeña cantidad de aceite y allí los ingredientes deben ser revueltos rápida y rítmicamente hasta que su cocción sea homogénea y presenten las  cualidades organolépticas más apropiadas.
A los huevos se les puede agregar un poco de crema de leche, que aseguran su imprescindible cremosidad. Las papas deben servirse bien apartadas del huevo en el mismo plato, para asegurar que se mantengan crocantes. Se pueden admitir unas papas rejilla, siempre que estén bien cocidas y crocantes. No deben estar húmedas. Los huevos revueltos, la mejor forma de hacerlos es cascándolos directamente en la sartén y rompiéndolos con una cuchara de madera.

## Variantes

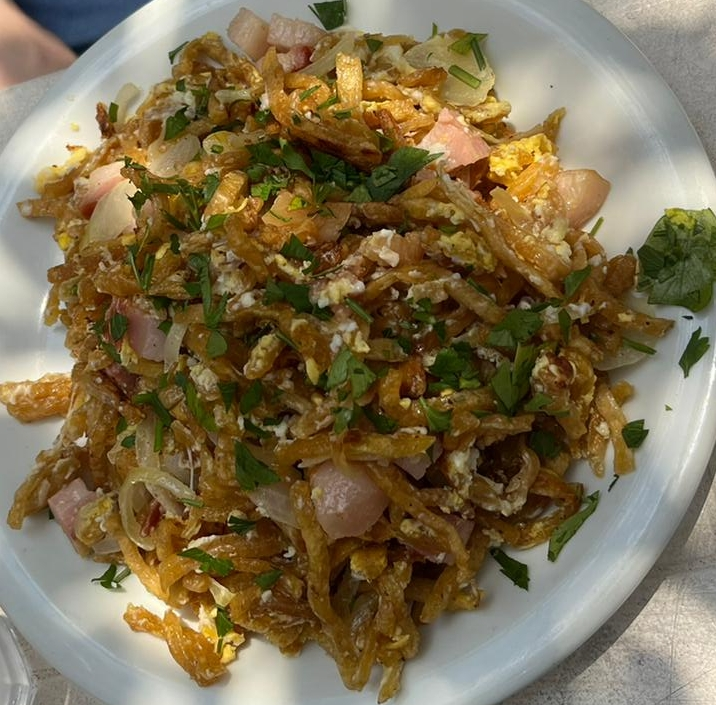
Revuelto Gramajo con panceta y cebolla (variante)

Versiones más sofisticadas del revuelto Gramajo realizadas a partir del siglo XX pueden incluir arvejas, morrón, ajo, aceitunas, panceta, cebolla, setas, palmitos, palta, mariscos, pechuga de pollo o, si no,  pavita y adobo o perejil. También puede aplicársele un brevísimo flambeado.